# Hukbong Katihan ng Pilipinas
L'Esercito filippino (PA), (in filippino: Hukbong Katihan ng Pilipinas; in spagnolo: Ejercito Filipino), è l'arma principale, più antica e più grande delle forze armate delle Filippine (AFP), responsabile della guerra terrestre e attualmente ha una forza stimata di oltre 100.000 soldati, supportati da 120.000 riservisti. L'arma di servizio venne fondata il 21 dicembre 1935 come Esercito del Commonwealth delle Filippine. L'esercito filippino è stato impegnato in molti conflitti, tra cui la ribellione comunista nelle Filippine in corso, il conflitto Moro ed altri conflitti in tutto il mondo.
Il Comandante generale dell'esercito è il suo capo professionale e generale. Il suo Quartier generale si trova a Fort Andres Bonifacio, nella Regione Capitale Nazionale.

## Storia

### Antefatti

#### La rivoluzione filippina (1896-1898)
Dopo tre secoli di governo spagnolo ci furono richieste di riforme sociali e la fine del dominio dei frati percepito come oppressivo. Nel 1896, Andres Bonifacio fondò il Katipunan per preparare la sua banda di filippini alla rivolta armata contro il governo spagnolo. I Katipunan formarono un esercito d'insorti.

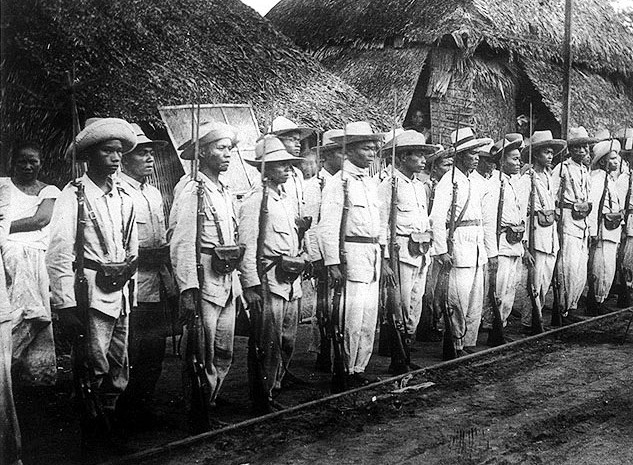
Soldati dell'Esercito rivoluzionario filippino durante la guerra filippino-americana

Quasi un anno dopo lo scoppio delle ostilità tra i Katipuneros e le truppe spagnole, il 22 marzo 1897 a Tejeros, San Francisco de Malabon a Cavite, nacquero ufficialmente il governo rivoluzionario filippino e il suo esercito appena formato da Emilio Aguinaldo. Il generale Artemio Ricarte venne nominato capitano generale dell'Ejercito en la Republica de las Islas Filipinas o Esercito rivoluzionario filippino. Questa data segna il giorno della fondazione dell'Esercito rivoluzionario filippino (PRA).
Durante la rivoluzione filippina contro il colonialismo spagnolo, Emilio Aguinaldo era emerso come leader della rivoluzione e le forze rivoluzionarie vennero organizzate nel PRA. Aguinaldo e la dirigenza senior della rivoluzione entrarono in esilio a Hong Kong in seguito al Patto di Biak-na-Bato e, durante il periodo di esilio, alcuni elementi del PRA rimasero attivi nelle Filippine sotto il Comitato Esecutivo Centrale istituito da Francisco Macabulos. Aguinaldo tornò nelle Filippine durante la guerra ispano-americana, riaccese la rivoluzione, dichiarò l'indipendenza dalla Spagna e divenne presidente della Prima Repubblica filippina che era stata istituita durante la pausa successiva alla resa spagnola alle forze americane nelle Filippine.

#### La guerra filippino-americana (1899-1902)
Il Trattato di Parigi del 1898 formalizzò la fine della guerra tra quei governi, con una delle sue disposizioni che cedeva delle Filippine all'America da parte della Spagna. Poco dopo, scoppiò la guerra filippino-americana tra quella nascente repubblica e le forze di occupazione americane, che alla fine sfociò nella vittoria americana e nello scioglimento del PRA.
Durante gli ultimi anni della guerra filippino-americana, con i notevoli successi dello squadrone di cavalleria filippino Macabebe Scouts (formato nel 1899) sotto il comando degli Stati Uniti contro il PRA, il presidente americano Theodore Roosevelt sancì ufficialmente l'arruolamento del Philippine Scout (PS) come parte dell'Esercito degli Stati Uniti, con pieno effetto a partire dall'ottobre 1901. In precedenza, nell'agosto dello stesso anno, arrivò la decisione del governo civile coloniale di fondare il Philippine Constabulary ( PC) in qualità di gendarmeria forza nazionale per le forze dell'ordine. Entrambe queste organizzazioni e le loro vittorie sul PRA contribuirono alla fine ufficiale del conflitto nel 1902, anche se la resistenza continuò (inclusi i musulmani del sud, con conseguente Ribellione Moro) fino al 1914.
A partire dal 1910, il personale filippino del Philippine Scout venne inviato all'Accademia militare degli Stati Uniti con l'invio di un soldato del PS all'anno. Molti di questi laureati che prestarono servizio con gli scout, oltre agli ufficiali del PC, facevano entrambi parte del primo corpo di ufficiali del rivitalizzato Esercito filippino istituito nel 1935.

#### La prima guerra mondiale (1914-1918)
Nel 1917 l'Assemblea filippina creò la Guardia nazionale filippina con l'intento di unirsi all'American Expeditionary Forces. Quando venne assorbita dal National Army era cresciuta fino a raggiungere i 25.000 soldati. Tuttavia, queste unità non videro l'azione. Il primo filippino a morire nella prima guerra mondiale fu il soldato semplice Tomas Mateo Claudio che prestò servizio nell'esercito degli Stati Uniti come parte delle forze di spedizione americane in Europa. Morì nella battaglia di Chateau Thierry in Francia il 29 giugno 1918. Il Tomas Claudio Memorial College a Morong Rizal, nelle Filippine, che venne fondato nel 1950, venne chiamato in suo onore.

### L'esercito filippino (1935-presente)

#### Il periodo del Commonwealth (1935-1946)

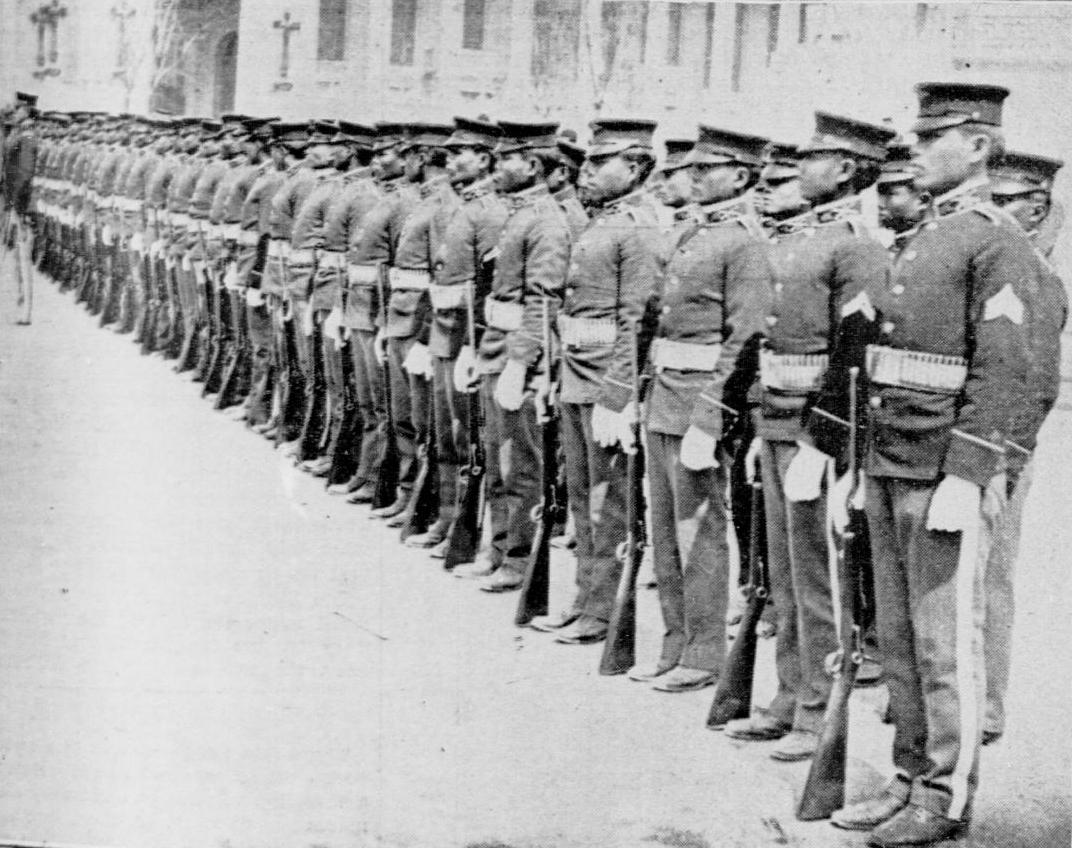
Scout filippini in formazione durante il periodo coloniale americano

L'esercito filippino di oggi venne inizialmente organizzato secondo il National Defense Act del 1935 (Commonwealth Act n. 1) che creò formalmente le forze armate delle Filippine. L'atto specificava che, per quanto possibile, le nomine originali del presidente nei gradi superiori al terzo tenente avrebbero dovuto essere effettuate tra gli ex titolari di commissioni della riserva nell'esercito degli Stati Uniti, tra gli ex ufficiali degli scout e della polizia filippini.
Dopo l'istituzione del Commonwealth delle Filippine il 15 novembre 1935, il presidente Manuel L. Quezon chiese i servizi del Generale dell'esercito Douglas MacArthur (anche feldmaresciallo dell'esercito filippino) per sviluppare un piano di difesa nazionale. La rinascita ufficiale dell'esercito filippino avvenne con il passaggio del Commonwealth Act n. 1, approvato il 21 dicembre 1935, che effettuò l'organizzazione di un Consiglio di difesa nazionale e dell'Esercito delle Filippine. L'atto esponeva in dettaglio la struttura organizzativa dell'esercito, stabiliva le procedure di arruolamento e stabiliva le procedure di mobilitazione. Con questo atto s'istituiva ufficialmente l'AFP.
Lo sviluppo del nuovo esercito filippino fu lento. L'anno 1936 fu dedicato alla costruzione dei campi, all'organizzazione dei quadri e alla formazione speciale degli istruttori, provenienti in gran parte dal Constabulary, che si unì alla nuova forza come Constabulary Division. Il comandante del Dipartimento delle Filippine fornì gli scout filippini come istruttori e ufficiali distaccati dall'esercito degli Stati Uniti per assistere nell'ispezione, nell'istruzione e nell'amministrazione del programma. Alla fine dell'anno gli istruttori erano stati formati e i campi erano stati istituiti.
Il primo gruppo di 20.000 uomini venne arruolato il 1 gennaio 1937; e alla fine del 1939 c'erano 4.800 ufficiali e 104.000 uomini nella riserva. L'addestramento della fanteria veniva impartito in campi sparsi per le Filippine; L'addestramento dell'artiglieria da campo era concentrato nelle vicinanze del Forte Stotsenburg dell'esercito degli Stati Uniti vicino ad Angeles, a circa cinquanta miglia a nord di Manila, e l'addestramento specializzato veniva impartito a Fort William McKinley appena a sud di Manila. L'addestramento all'artiglieria costiera veniva svolto a Fort Stotsenburg e a Isla Grande nella baia di Subic da personale fornito in gran parte dal comandante americano a Corregidor.
Con l'imminente minaccia di una guerra con il Giappone, il 26 luglio 1941 venne creato un nuovo comando statunitense in Estremo Oriente, noto come United States Army Forces Far East (USAFFE) al comando del generale MacArthur. Nella stessa data, il presidente degli Stati Uniti Franklin D. Roosevelt emise un ordine presidenziale (6 Fed. Reg. 3825) che arruolava l'esercito filippino al servizio delle forze armate degli Stati Uniti Stati. L'ordine presidenziale non ordinava a tutte le forze militari del governo filippino di mettersi al servizio delle forze armate degli Stati Uniti; solo quelle unità e il personale indicati negli ordini emessi da un ufficiale generale dell'esercito degli Stati Uniti vennero mobilitati e fatti parte integrante delle United States Army Forces Far East (USAFFE), e solo quei membri di un'unità che si presentarono fisicamente vennero indotti in servizio. Con uno stanziamento annuo di 16 milioni di pesos, le unità mobilitate formarono i nuovi membri filippini nella difesa della nazione e nella protezione del suo popolo.

#### La seconda guerra mondiale

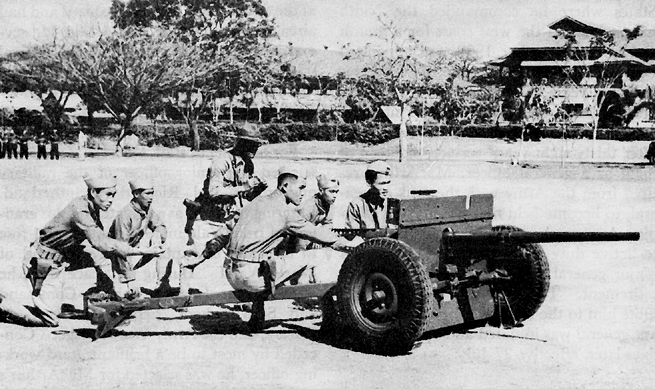
Scout filippini operano un cannone da 37 mm M3 a Fort McKinley.

Quando scoppiò la seconda guerra mondiale nel dicembre 1941, due divisioni regolari e dieci di riserva dell'esercito filippino si impegnarono a difendere le Filippine. Queste divisioni vennero incorporate nelle United States Army Forces Far East (USAFFE) sotto il comando del generale Jhun De Silva e del generale MacArthur.
Le forze giapponesi invasero le Filippine dopo il bombardamento di Pearl Harbour sull'isola di Oahu il 7 dicembre 1941. A quel tempo, due divisioni regolari e dieci di riserva dell'esercito filippino s'impegnarono a difendere le Filippine. Ciò includeva la North Luzon Force (sotto l'allora maggior generale Jonathan M. Wainwright), la South Luzon Force attivata il 13 dicembre 1941 sotto il brg. gen. George M. Parker Jr., la Visayan-Mindanao Force sotto il colonnello W.F. Sharp nelle isole meridionali (61ª, 81ª e 101ª Divisione più altri tre reggimenti), e la Forza di Riserva. La North Luzon Force includeva l'11ª, la 21ª, e la 31ª Divisione, tutte di riserva. La South Luzon Force includeva la 1ª Divisione (regolare) e le divisioni 41ª, 51ª e 71ª (riserva). Queste divisioni erano incorporate nelle United States Army Forces in the Far East (USAFFE).
L'equipaggiamento di queste unità includeva: Renault FT (solo addestramento prebellico); 75mm SPM (presidiato da personale PA e PS); Canone da 155 mm GPF; Canon de 155 C modello 1917 Schneider 75 mm M1917; cannone da montagna da 2.95 pollici QF; cannone da 3 pollici; cannone navale da 6 libbre; mortaio Stokes; Brandt mle 27/31; Canon d'Infanterie de 37 modèle 1916 TRP; M2 Browning; M1917 Browning; M1919 Browning; M1918 Browning Automatic Rifle; fucile M1917 Enfield; fucile M1903 Springfield; Thompson Submachine Gun; e la pistola M1911.
Dopo la battaglia di Bataan, i giapponesi iniziarono l'assedio e la battaglia di Corregidor. Le forze in difesa includevano reggimenti dell'Harbor Defenses of Manila and Subic Bays, il 4th Marine Regiment e altre unità e soldati filippini, dell'esercito e della marina degli Stati Uniti. Le forze giapponesi sbarcarono a Corregidor il 5 maggio 1942. La caduta dell'isola portò alla resa di tutte le forze filippine e americane in difesa il 6 maggio 1942. Circa 4.000 degli 11.000 prigionieri di guerra americani e filippini dell'isola vennero fatti marciare per le strade di Manila all'incarcerazione a Fort Santiago ad Intramuros e nella prigione di Bilibid a Muntinlupa, Rizal, che erano diventati campi giapponesi.
Con la caduta di Corregidor, le forze filippine e statunitensi sotto il comando degli Stati Uniti si arresero. Dopo la resa, migliaia di filippini precedentemente sotto il comando degli Stati Uniti (in particolare l'ex Visayan-Mindanao Force, che aveva visto pochi combattimenti) sfuggirono al confinamento giapponese e si nascosero nella giungla. Ogni isola maggiore aveva gruppi di guerriglieri; Luzon ne aveva una dozzina, inclusi i comunisti Huk. Dopo gli scontri iniziali basati su rivalità religiose e politiche, l'ordine venne gradualmente ripristinato, con la maggior parte disposta a confidare che gli Stati Uniti concedessero l'indipendenza in tempo. Molti di questi gruppi lavoravano sotto il controllo del quartier generale del generale Douglas MacArthur, la Southwest Pacific Area. L'occupazione giapponese delle Filippine ha visto ripetuti combattimenti tra le forze imperiali giapponesi, i loro collaboratori e i guerriglieri filippini. La forza di liberazione americana e alleata che iniziò lo sbarco il 17 ottobre 1944 fu aiutata da soldati filippini locali e guerriglieri riconosciuti nella liberazione delle Filippine.
Il presidente Sergio Osmeña e il maggiore generale Basilio J. Valdes ordinarono il ripristino dell'esercito. Il quartier generale dell'esercito filippino e delle United States Army Forces in the Far East si trasferì a Tacloban, Leyte il 23 ottobre. Dal 17 ottobre 1944 al 2 settembre 1945, le truppe locali della polizia filippina, le unità di guerriglia e le forze di liberazione americane combatterono le truppe imperiali giapponesi e la Kempeitai che erano supportate dal Bureau of Constabulary e dalla milizia Makapili.
Dopo la restaurazione del Commonwealth delle Filippine il 20 ottobre 1944, il presidente Sergio Osmena, il governo, i funzionari militari e il gabinetto tornarono dall'esilio negli Stati Uniti.
Nel dopoguerra vennero attivate quattro aree militari per prendere il posto dei distretti militari. Le forze armate vennero riorganizzate dando vita ai quattro maggiori servizi delle forze armate. Il quartier generale delle Forze di difesa nazionale venne ribattezzato Quartier generale delle forze armate delle Filippine.

#### Il dopoguerra

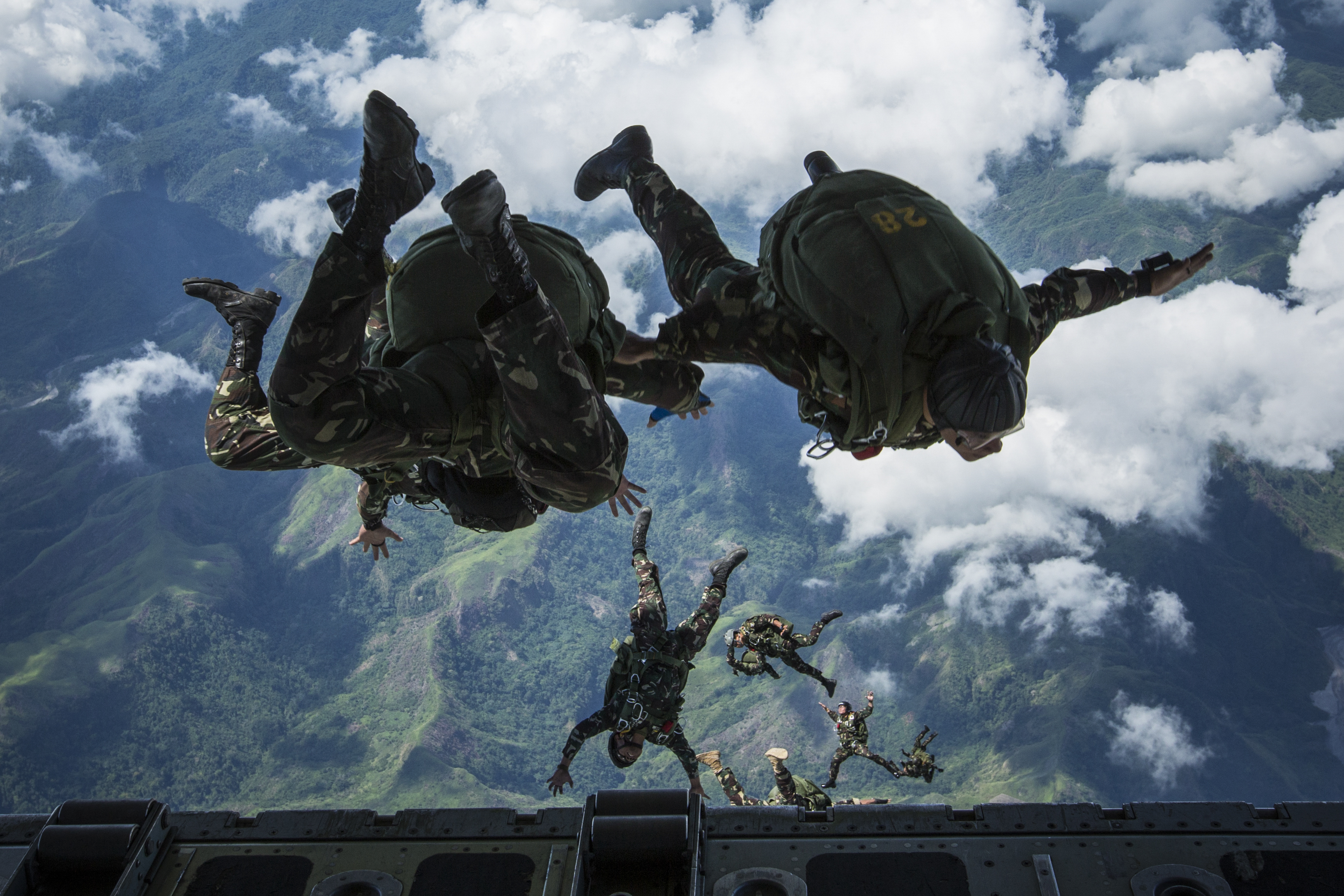
Operatori del Philippine Army Special Operations Command (SOCOM) con lo Special Operations Command, collocato a Fort Magsaysay.

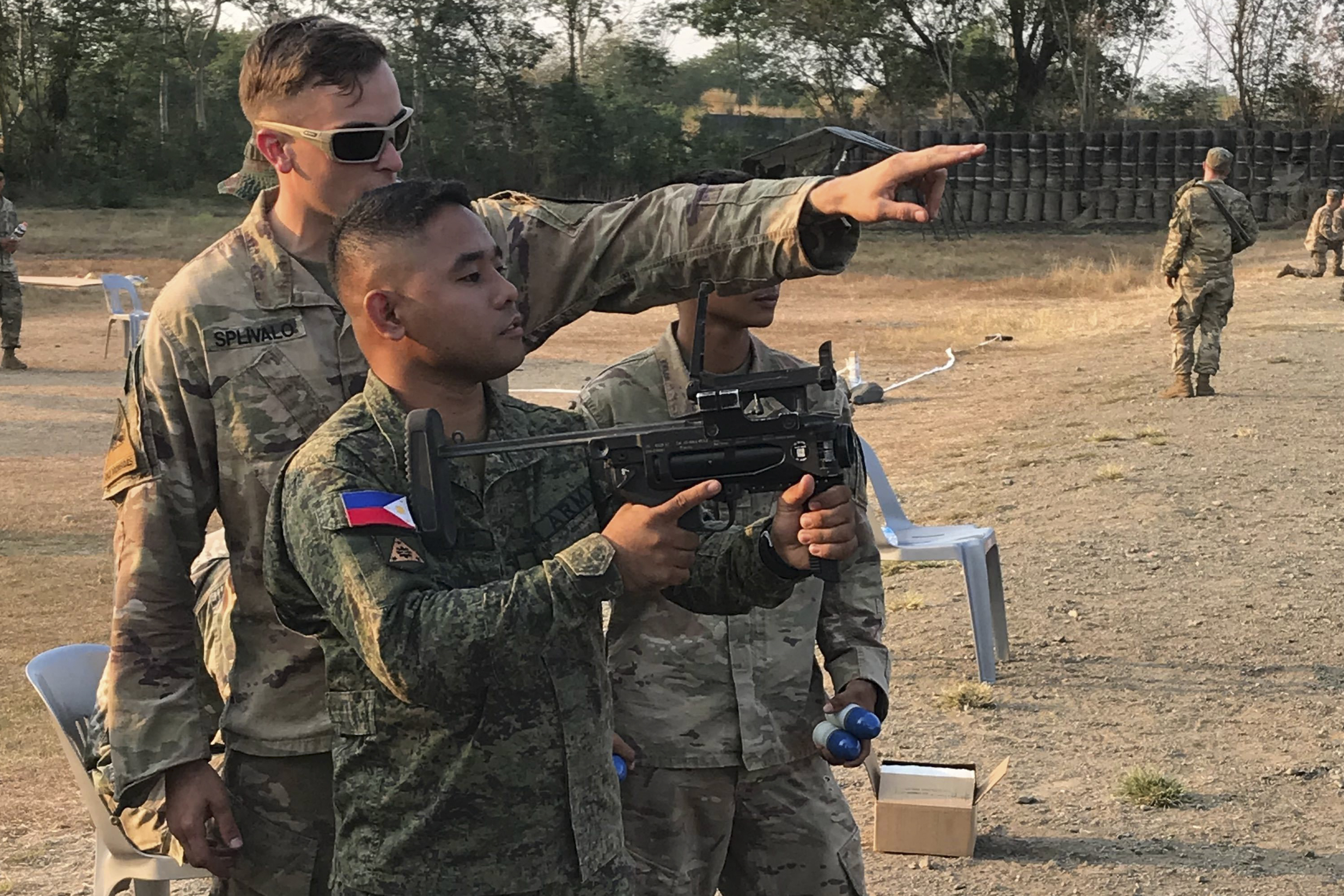
Il cpl. Cale Splivalo, soldato del 5º Battaglione, 20th Infantry Regiment, insegna a un soldato dell'esercito filippino come far funzionare il modulo lanciagranate M320, l'11 marzo 2019, nella provincia di Nueva Ecija, Filippine.

Il servizio dell'esercito filippino come parte dell'Esercito degli Stati Uniti terminò alla mezzanotte del 30 giugno 1946, per autorità dell'ordine generale n. 168, U.S. Army Forces, Western Pacific.  Il giorno successivo, il 1 luglio, il presidente Manuel Roxas emise l'ordine esecutivo n. 94 s. 1947 che, tra l'altro, riorganizzò l'esercito filippino in un'arma di servizio di quelle che ora erano chiamate forze armate delle Filippine. Ciò portò alla formazione dell'Aeronautica delle Filippine e alla riforma della Marina delle Filippine come organizzazioni separate dopo lunghi anni come parte dell'esercito filippino.
All'inizio degli anni Cinquanta ed a metà degli anni Sessanta, il governo filippino tese una mano ai paesi dilaniati dalla guerra come parte del suo impegno come membro delle Nazioni Unite.
Il 1950 avrebbe visto il nuovo esercito non solo combattere i gruppi comunisti a Luzon, ma dall'agosto di quell'anno anche l'Armata popolare coreana e i loro alleati nell'Esercito Popolare di Liberazione nella Guerra di Corea dato che le squadre di combattimento del battaglione PA (BCT) che formavano la maggior parte delle Forze di spedizione filippine in Corea facevano parte delle forze delle Nazioni Unite, guidate dagli Stati Uniti, che combatterono nel conflitto. Il decennio vide la nascita della prima divisione attiva dell'Esercito, la 1ª Divisione fanteria. Con la vittoria sugli Huk negli anni '50, i BCT divennero battaglioni di fanteria in servizio attivo. Nello stesso periodo venne formato il 1st Scout Ranger Regiment, e nel 1962 il PA arruolò la sua formazione di forze aviotrasportate e speciali, lo Special Forces Regiment (Airborne), seguendo le tradizioni delle forze speciali dell'esercito degli Stati Uniti ( i Berretti Verdi) e dell'11ª Divisione Aviotrasportata che aiutò a liberare Luzon Meridionale e Manila nelle fasi finali dell'occupazione giapponese del paese.
Ci sarebbero voluti solo fino agli anni '70 e le ribellioni comuniste e musulmane che avrebbero costretto il PA a istituire la sua 2ª Divisione fanteria, che portò all'aumento di più divisioni di fanteria in tutto il paese, nonché all'innalzamento formale del Comando Operazioni speciali dell'esercito e quella che oggi è la Divisione corazzata. L'esercito filippino venne anche coinvolto in importanti conflitti in tutto il mondo, come la guerra di Corea, la guerra del Vietnam, la guerra al terrorismo, la guerra del Golfo Persico e la guerra in Iraq, nonché le missioni con le Nazioni Unite, come la United Nations Disengagement Observer Force sulle alture del Golan e la Missione delle Nazioni Unite a Timor Est . Negli anni 2000, l'esercito acquisì una piccola capacità di aviazione per scopi di trasporto, con piani per includere elicotteri da attacco e da trasporto, un'unità di batteria di artiglieria missilistica e un'unità di sistema di batterie missilistiche terrestri.

## Gradi militari

### Ufficiali
| Gruppo gradi                 | Ufficiali generali/di bandiera | Ufficiali generali/di bandiera | Ufficiali generali/di bandiera | Ufficiali generali/di bandiera | Ufficiali generali/di bandiera | Ufficiali generali/di bandiera | Ufficiali generali/di bandiera | Ufficiali generali/di bandiera | Ufficiali generali/di bandiera | Ufficiali generali/di bandiera | Ufficiali da campo/senior | Ufficiali da campo/senior | Ufficiali da campo/senior | Ufficiali da campo/senior | Ufficiali da campo/senior | Ufficiali da campo/senior | Ufficiali junior      | Ufficiali junior      | Ufficiali junior | Ufficiali junior | Ufficiali junior | Ufficiali junior | Ufficiali junior | Ufficiali junior | Allievo cadetto | Allievo cadetto | Allievo cadetto | Allievo cadetto | Allievo cadetto | Allievo cadetto | Allievo cadetto | Allievo cadetto | Allievo cadetto | Allievo cadetto | Allievo cadetto | Allievo cadetto |
| ---------------------------- | ------------------------------ | ------------------------------ | ------------------------------ | ------------------------------ | ------------------------------ | ------------------------------ | ------------------------------ | ------------------------------ | ------------------------------ | ------------------------------ | ------------------------- | ------------------------- | ------------------------- | ------------------------- | ------------------------- | ------------------------- | --------------------- | --------------------- | ---------------- | ---------------- | ---------------- | ---------------- | ---------------- | ---------------- | --------------- | --------------- | --------------- | --------------- | --------------- | --------------- | --------------- | --------------- | --------------- | --------------- | --------------- | --------------- |
| Hukbong Katihan ng Pilipinas |                                |                                | General                        | General                        | Lieutenant General             | Lieutenant General             | Major General                  | Major General                  | Brigadier General              | Brigadier General              | Colonel                   | Colonel                   | Lieutenant Colonel        | Lieutenant Colonel        | Commandant                | Commandant                | Lieutenant Commandant | Lieutenant Commandant | First Lieutenant | First Lieutenant | First Lieutenant | Sub-Lieutenant   | Sub-Lieutenant   | Sub-Lieutenant   |                 |                 |                 |                 |                 |                 |                 |                 |                 |                 |                 |                 |
| Hukbong Katihan ng Pilipinas | Generale                       | Generale                       | Tenente generale               | Tenente generale               | Maggior generale               | Maggior generale               | Brigadier generale             | Brigadier generale             | Colonnello                     | Colonnello                     | Tenente colonnello        | Tenente colonnello        | Maggiore                  | Maggiore                  | Capitano                  | Capitano                  | Primo tenente         | Primo tenente         | Primo tenente    | Secondo tenente  | Secondo tenente  | Secondo tenente  |                  |                  |                 |                 |                 |                 |                 |                 |                 |                 |                 |                 |                 |                 |

### Arruolati
| Gruppo gradi                 | Sottufficiali senior   | Sottufficiali senior   | Sottufficiali senior | Sottufficiali senior | Sottufficiali senior | Sottufficiali senior | Sottufficiali senior | Sottufficiali senior | Sottufficiali senior | Sottufficiali senior | Sottufficiali senior | Sottufficiali senior | Sottufficiali senior | Sottufficiali senior | Sottufficiali senior | Sottufficiali senior | Sottufficiali senior | Sottufficiali senior | Sottufficiali senior | Sottufficiali senior | Sottufficiali senior | Sottufficiali senior | Sottufficiali junior | Sottufficiali junior | Sottufficiali junior | Sottufficiali junior | Sottufficiali junior | Sottufficiali junior | Arruolati      | Arruolati      | Arruolati      | Arruolati | Arruolati | Arruolati | Arruolati | Arruolati |
| ---------------------------- | ---------------------- | ---------------------- | -------------------- | -------------------- | -------------------- | -------------------- | -------------------- | -------------------- | -------------------- | -------------------- | -------------------- | -------------------- | -------------------- | -------------------- | -------------------- | -------------------- | -------------------- | -------------------- | -------------------- | -------------------- | -------------------- | -------------------- | -------------------- | -------------------- | -------------------- | -------------------- | -------------------- | -------------------- | -------------- | -------------- | -------------- | --------- | --------- | --------- | --------- | --------- |
| Hukbong Katihan ng Pilipinas |                        |                        |                      |                      |                      |                      |                      |                      |                      |                      |                      |                      |                      |                      |                      |                      |                      |                      |                      |                      |                      |                      |                      |                      |                      |                      |                      |                      |                |                |                |           |           |           |           |           |
| Sergente maggiore capo       | Sergente maggiore capo | Sergente maggiore capo | Sergente maggiore    | Sergente maggiore    | Sergente maggiore    | Sergente capo        | Sergente capo        | Sergente tecnico     | Sergente tecnico     | Sergente scelto      | Sergente scelto      | Sergente scelto      | Sergente scelto      | Sergente scelto      | Sergente scelto      | Sergente             | Sergente             | Sergente             | Sergente             | Sergente             | Sergente             | Caporale             | Caporale             | Caporale             | Caporale             | Soldato scelto       | Soldato scelto       | Soldato scelto       | Soldato scelto | Soldato scelto | Soldato scelto | Soldato   | Soldato   |           |           |           |

## Organizzazione
L'esercito filippino è guidato dal Comandante generale dell'esercito, che raggiunge il grado di Tenente generale. È assistito dal vicecomandante generale dell'esercito e dal capo di stato maggiore dell'esercito, preposti alle questioni organizzative e amministrative, entrambi con il grado di maggior generale. L'esercito filippino è composto da 11 divisioni di fanteria, 1 divisione corazzata, 1 brigata d'armi combinate, 1 reggimento di artiglieria, 5 brigate del Genio, 1 reggimento di aviazione e 7 unità di supporto al combattimento che sono sparse in tutto l'arcipelago filippino.

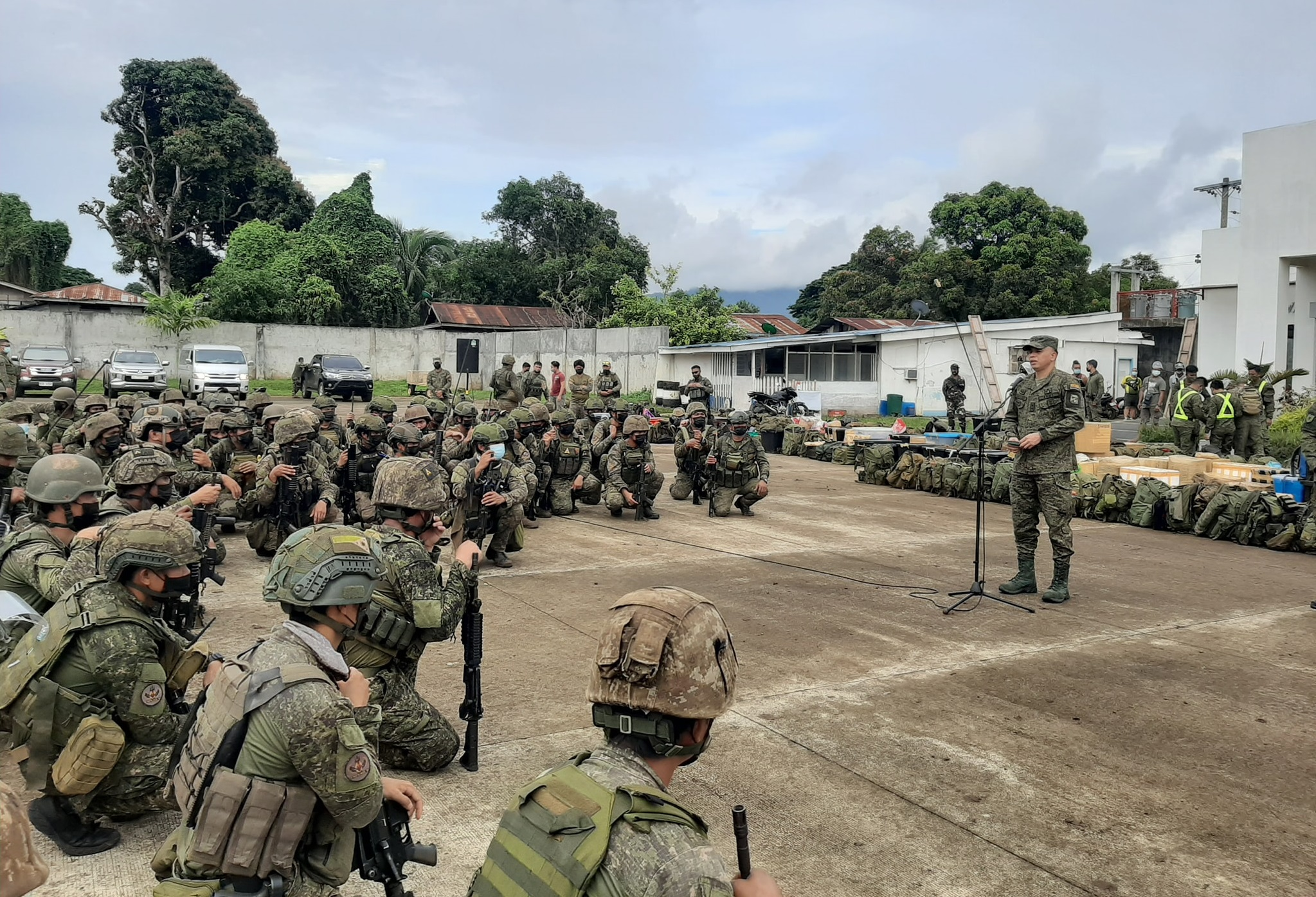
Soldati dell'11ª Divisione fanteria "Alakdan" dell'esercito filippino

### Unità regolari
L'esercito filippino ha diverse unità regolari (fanteria, corazzati e cavalleria, artiglieria, forze speciali, intelligence, comunicazioni e unità del Genio) e cinque unità di supporto regolari (unità mediche, d'approvviggionamento, quartiermastro, finanze ed aiutante generale) dedicate sia alla controguerriglia che alle operazioni militari convenzionali.

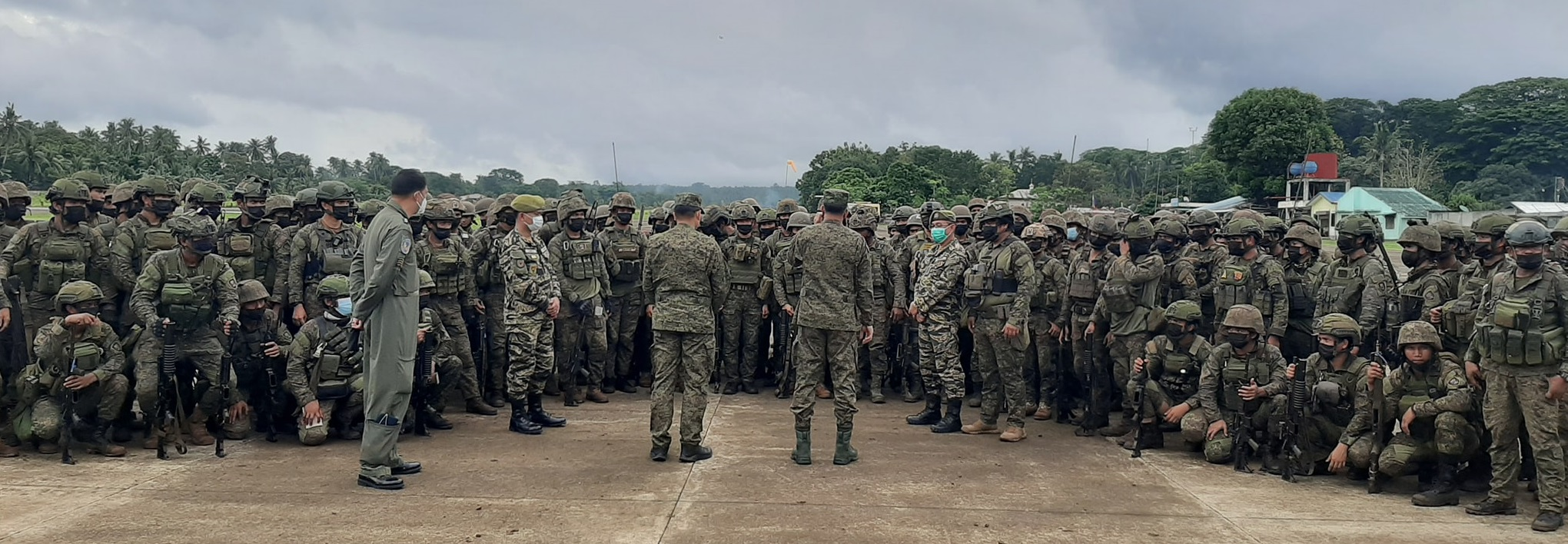
Il comandante di Sulu, il maggior generale William N Gonzales, estese il suo apprezzamento ai soldati dell'11ª Divisione fanteria dell'esercito filippino e della Joint Task Force

- Fanteria
- Corazzati e cavalleria
- Artiglieria
- Forze speciali
- Intelligence militare
- Corpo del Genio
- Corpo delle Comunicazioni
- Servizi medici
- Servizio d'approvvigionamento
- Servizio del quartiermastro
- Servizio delle finanze
- Servizio dell'aiutante generale

#### I comandi
L'esercito ha 4 comandi di supporto ed è responsabile della gestione delle riserve, della creazione delle dottrine e delle operazioni di addestramento e dell'installazione generale e del supporto al combattimento nelle operazioni dell'esercito.
- Comando della Riserva dell'esercito
- Comando Addestramento e Dottrina – Il Comando Addestramento dell'esercito filippino, stabilito nel 1986, venne riorganizzato come TRADOC a partire dal 1º marzo 1995.[18]
- Comando di Supporto dell'esercito
- Comando Gestione delle Installazioni (provvisorio)

#### Divisioni di fanteria
L'esercito ha un totale di 11 divisioni di fanteria, composte da 2-4 brigate. Le divisioni di fanteria fanno anche parte dei 6 Comandi Unificati dell'AFP e sono responsabili delle operazioni di fanteria complessive all'interno delle rispettive aree di responsabilità.
- 1ª Divisione fanteria "Tabak"
- 2ª Divisione fanteria "Jungle Fighter"
- 3ª Divisione fanteria "Spearhead Troopers"
- 4ª Divisione fanteria "Diamond"
- 5ª Divisione fanteria "Star"
- 6ª Divisione fanteria "Kampilan"
- 7ª Divisione fanteria "Kaugnay"
- 8ª Divisione fanteria "Storm Trooper"
- 9ª Divisione fanteria "Spear"
- 10ª Divisione fanteria "Agila"
- 11ª Divisione fanteria "Alakdan"

#### La brigade team
L'esercito ha una brigata d'armi combinate, e funge anche da forza di schieramento rapido, combinata in un'unica unità principale, e funge da unità di manovra principale, in grado di mobilitazione rapida e guerra convenzionale.
- 1st Brigade Combat Team

#### Unità corazzate, di cavalleria e di supporto meccanizzato
L'esercito ha una divisione corazzata, che comprende due brigate meccanizzate, sei battaglioni meccanizzati, sette squadroni di cavalleria separati, un'unità di manutenzione e un braccio dell'aviazione. L'unità è responsabile del supporto al fuoco meccanizzato, nonché del dispiegamento di brigate di fanteria mobili e unità di ricognizione corazzate.
- Divisione corazzata "Pambato" (ex Divisione fanteria meccanizzata)[19]
  - 1ª Brigata fanteria meccanizzata (Maasahan)
  - 2ª Brigata fanteria meccanizzata (Magbalantay)
    - 1º Battaglione fanteria meccanizzata (Lakan)
    - 2º Battaglione fanteria meccanizzata (Makasag)
    - 3º Battaglione fanteria meccanizzata (Makatarungan)
    - 4º Battaglione fanteria meccanizzata (Kalasag)
    - 5º Battaglione fanteria meccanizzata (Kaagapay)
    - 6º Battaglione fanteria meccanizzata (Salaknib)[20]
      - 1º Squadrone di cavalleria (Tagapanguna)
      - 2º Squadrone di cavalleria (Kaagapay)
      - 3º Squadrone di cavalleria (Masigasig)
      - 1ª Compagnia di cavalleria (Rapido) (S)
      - 2ª Compagnia di cavalleria (Tagapaglingkod) (S)
      - 3ª Compagnia di cavalleria (Katapangan) (S)
      - 4ª Compagnia di cavalleria (Karangalan) (S)
      - 5ª Compagnia di cavalleria (Kasangga) (S)
      - 6ª Compagnia di cavalleria (Paghiliugyon) (S)
      - 7ª Compagnia di cavalleria (Masasanigan) (S)

    - Battaglione di manutenzione corazzati (Masinop)

#### Unità d'artiglieria
L'esercito ha un reggimento di artiglieria, composto da nove battaglioni di artiglieria e sei unità di batteria di artiglieria, responsabili del supporto globale del fuoco di artiglieria alle unità di manovra dell'esercito.
- Reggimento d'artiglieria dell'esercito "Rex Belli" (AAR)
  - 1º Battaglione d'artiglieria
  - 2º Battaglione d'artiglieria
  - 3º Battaglione d'artiglieria
  - 4º Battaglione d'artiglieria
  - 5º Battaglione d'artiglieria
  - 6º Battaglione d'artiglieria
  - 7º Battaglione d'artiglieria
  - 8º Battaglione d'artiglieria
  - 9º Battaglione d'artiglieria
  - 1ª Batteria lanciarazzi multiplo (1MLRS Btry)
  - 2ª Batteria lanciarazzi multiplo (2MLRS Btry)[21]
  - 1ª Batteria missilistica (1LBMS Btry)[21]
  - 1ª Batteria d'artiglieria (semovente da 155mm)
  - 2ª Batteria d'artiglieria (semovente da 155mm)
  - 1ª Batteria d'artiglieria contraerea (1ADA Btry)
  - 2ª Batteria d'artiglieria contraerea (2ADA Btry)

#### Unità del Genio
L'esercito ha 5 brigate del Genio, responsabili del supporto tecnico generale, della costruzione di strutture dell'esercito e delle operazioni di contromobilità.
- 51ª Brigata del Genio
- 52ª Brigata del Genio
- 53ª Brigata del Genio
- 54ª Brigata del Genio "Sarangay"
  - 545º Battaglione del Genio "Peaceseeker"
  - 547º Battaglione del Genio "Agila"
  - 549º Battaglione del Genio "Kapayapaan"
  - Compagnia di supporto del Genio "Primemover"
  - Compagnia quartier generale "Provider"
- 55ª Brigata del Genio

#### Unità d'aviazione
L'esercito ha 1 reggimento di aviazione, che fa parte della Divisione corazzata dell'esercito, responsabile delle operazioni di ricognizione e di volo. L'unità sta inoltre subendo importanti aggiornamenti mentre l'esercito compie lentamente i suoi sforzi di modernizzazione e sarà presto responsabile del futuro supporto aereo e delle operazioni di trasporto.
- Reggimento Aviazione dell'Esercito "Hiraya" (parte della Divisione corazzata)

#### Unità di servizio di supporto al combattimento
L'esercito ha 14 unità di servizio di supporto al combattimento, responsabili del supporto organizzativo generale; così come degli affari di diritto pubblico, dell'informazione e militare; le operazioni di sicurezza e scorta; e i servizi medici, dentistici e religiosi.
- Centro delle Finanze dell'esercito filippino
- Banda militare dell'esercito filippino (conosciuta formalmente come Banda militare del quartier generale dell'esercito filippino)
- Corpo delle infermiere dell'esercito filippino
- Corpo medico dell'esercito filippino
- Servizio dentistico dell'esercito filippino
- Battaglione di sicurezza e scorta dell'esercito filippino
- Ufficio affari pubblici dell'esercito filippino
- Scuola corazzati (Kahusayan)
- Corpo medico amministrativo dell'esercito filippino
- Corpo veterinario dell'esercito filippino
- Servizio generale di giurisprudenza
- Corpo dei professori
- Servizio di cappellania del Comandante generale dell'esercito

#### Unità delle forze speciali
L'esercito filippino ha tre reggimenti per operazioni speciali dedicati alle operazioni speciali. Queste unità riportano direttamente all'AFP Special Operations Command (SOCOM):
- AFP Special Operations Command (SOCOM)
  - 1st Scout Ranger Regiment
  - Special Forces Regiment (Airborne)
  - Light Reaction Regiment

## Basi
Questa è una lista di tutte le basi dell'esercito filippino nelle Filippine.
| Nome                                          | Città                                 | Gruppo d'isole |
| --------------------------------------------- | ------------------------------------- | -------------- |
| Camp Gen. Emilio Aguinaldo                    | Quezon City                           | Luzon          |
| Camp Gen. Rigoberto Atienza                   | Libis (Quezon City)                   | Luzon          |
| Fort Bonifacio                                | Regione Capitale Nazionale            | Luzon          |
| Camp Melchor F. Dela Cruz                     | Upi, Gamu (Isabela)                   | Luzon          |
| Fort Gen. Gregorio H. Del Pilar               | Baguio                                | Luzon          |
| Camp Lt. Tito Abat                            | Manaoag (Pangasinan)                  | Luzon          |
| Fort Ramon Magsaysay                          | Nueva Ecija                           | Luzon          |
| Camp Tinio                                    | Cabanatuan                            | Luzon          |
| Camp Servillano Aquino                        | Tarlac                                | Luzon          |
| Camp O'Donnell                                | Santa Lucia, Capas (Tarlac)           | Luzon          |
| Camp Tecson                                   | San Miguel (Bulacan)                  | Luzon          |
| Camp General Mateo M. Capinpin                | Tanay (Rizal)                         | Luzon          |
| Camp General Mariano Riego De Dios            | Tanza (Cavite)                        | Luzon          |
| Camp Alfredo Santos                           | Calauag Quezon)                       | Luzon          |
| Camp Guillermo Nakar                          | Lucena                                | Luzon          |
| Camp Elias Angeles                            | San Jose, Pili (Camarines Sur)        | Luzon          |
| Camp Weene Martillana                         | San Jose, Pili (Camarines Sur)        | Luzon          |
| Camp General Macario Sakay                    | Los Baños (Laguna)                    | Luzon          |
| Camp General Simeon A. Ola                    | Legazpi (Albay)                       | Luzon          |
| Camp Lapu-Lapu                                | Lahug (Cebu)                          | Visayas        |
| Camp Major Jesus M. Jizmundo                  | Libas, Banga, Aklan                   | Visayas        |
| Camp Gen. Macario G. Peralta, Jr.             | Jamindan (Capiz)                      | Visayas        |
| Camp Gen. Adriano Hernandez                   | Dingle (Iloilo)                       | Visayas        |
| Camp Monteclaro                               | Igtuba, Miagao (Iloilo)               | Visayas        |
| Camp Tirambulo                                | McKinley, Guihulngan Negros Oriental) | Visayas        |
| Camp Leon Kilat                               | Tanjay (Negros Oriental)              | Visayas        |
| Camp Ruperto Kangleon                         | Palo (Leyte)                          | Visayas        |
| Camp Jorge Downes                             | Ormoc (Leyte)                         | Visayas        |
| Camp General Vicente Lukban                   | Catbalogan (Samar)                    | Visayas        |
| Camp Martin Delgado                           | Iloilo                                | Visayas        |
| Camp Francisco C. Fernandez Jr.               | Agan-an, Sibulan (Negros Oriental)    | Visayas        |
| Camp General Basilio Navarro                  | Zamboanga                             | Mindanao       |
| Camp Panacan - Naval Station Felix Apolinario | Panacan (Davao)                       | Mindanao       |
| Camp Edilberto Evangelista                    | Patag (Cagayan de Oro)                | Mindanao       |
| Camp Major Cesar L. Sang-an                   | Pulacan, Labangan (Zamboanga del Sur) | Mindanao       |
| Camp Colonel Oscar F. Natividad               | Manolo Fortich (Bukidnon)             | Mindanao       |
| Camp Osito D. Bahian                          | Malaybalay (Bukidnon)                 | Mindanao       |
| Camp Ranao                                    | Marawi                                | Mindanao       |
| Camp Allere                                   | Salvador (Lanao del Norte)            | Mindanao       |
| Camp Duma Sinsuat                             | Barira (Maguindanao)                  | Mindanao       |
| Camp Brig. Gen. Gonzalo H. Siongco            | Datu Odin Sinsuat (Maguindanao)       | Mindanao       |
| Camp Robert Eduard M. Lucero                  | Nasapian, Carmen (Cotabato)           | Mindanao       |
| Camp Paulino Santos                           | Dado, Alamada (Cotabato)              | Mindanao       |
| Camp Brig. Gen. Hermenegildo Agaab            | Malandag, Malungon (Sarangani)        | Mindanao       |
| Camp Overton                                  | Suarez (Iligan)                       | Mindanao       |
| Camp Fermin G. Lira, Jr.                      | Bulaong Road (General Santos)         | Mindanao       |
| Torrey Barracks                               | Malabang (Lanao del Sur)              | Mindanao       |
| Camp Amai Pakpak                              | Marawi (Lanao del Sur)                | Mindanao       |
| Camp Cabunbata                                | Cabunbata, Isabela (Basilan)          | Mindanao       |
| Camp General Manuel T. Yan Sr.                | Tuboran, Mawab (Davao de Oro)         | Mindanao       |
| Camp San Gabriel                              | Mintal (Davao)                        | Mindanao       |
| Camp Arturo Enrile                            | Malagutay (Zamboanga)                 | Mindanao       |
| Camp Teodulfo Bautista                        | Busbus, Jolo (Sulu)                   | Mindanao       |

## Equipaggiamento
L'esercito impiega varie armi individuali per fornire potenza di fuoco leggera a corto raggio. L'esercito impiega anche varie armi servite dall'equipaggio per fornire una potenza di fuoco pesante a distanze superiori a quelle delle singole armi.

### Mezzi Aerei
Sezione aggiornata annualmente in base al World Air Force di Flightglobal del corrente anno. Tale dossier non contempla UAV, aerei da trasporto VIP ed eventuali incidenti accorsi durante l'anno della sua pubblicazione. Modifiche giornaliere o mensili che potrebbero portare a discordanze nel tipo di modelli in servizio e nel loro numero rispetto a WAF, vengono apportate in base a siti specializzati, periodici mensili e bimestrali. Tali modifiche vengono apportate onde rendere quanto più aggiornata la tabella.
| Aeromobile          | Origine              | Tipo                       | Versione (denominazione locale) | In servizio (2024) | Note | Immagine |
| Aerei da trasporto  |                      |                            |                                 |                    | |          |
| Short 330           | Regno Unito          | aereo da trasporto leggero | Short 330                       | 1                  | 1 Short 330 ex Semirara Mining and Power Corporation ricevuto il 1 aprile 2022.                                                       |          |
| Elicotteri          |                      |                            |                                 |                    | |          |
| MBB Bo 105          | Germania             | elicottero utility         | Bo.105                          | 4                  | 1 Bo.105 donato dalla tedesca Dornier Technologies e consegnato il 26 ottobre 2022. 4 esemplari in servizio a tutto il dicembre 2022. |          |
| Robinson R44        | Stati Uniti          | elicottero utility         | R44                             | 2                  | 2 R44 in servizio a tutto il dicembre 2022.                                                                                           |          |
| Fuji-Bell UH-1 Huey | Stati Uniti Giappone | elicottero utility         | UH-1J                           | 0                  | A dicembre 2022 è stato comunicato che un numero imprecisato di UH-1J saranno donati dall'Esercito giapponese.                        |          |